# Emirates Crown

Emirates Crown, 2016.

Emirates Crown – wieżowiec w Dubaju, w Zjednoczonych Emiratach Arabskich, o wysokości 296 m. Budynek został otwarty w 2008 roku, posiada 63 kondygnacje.

Emirates Crown (niższy wieżowiec w centrum z białą "koroną z antenką") na tle tzw.The Tallest Block w Dubaju, 2016.

## Galeria

Emirates Crown
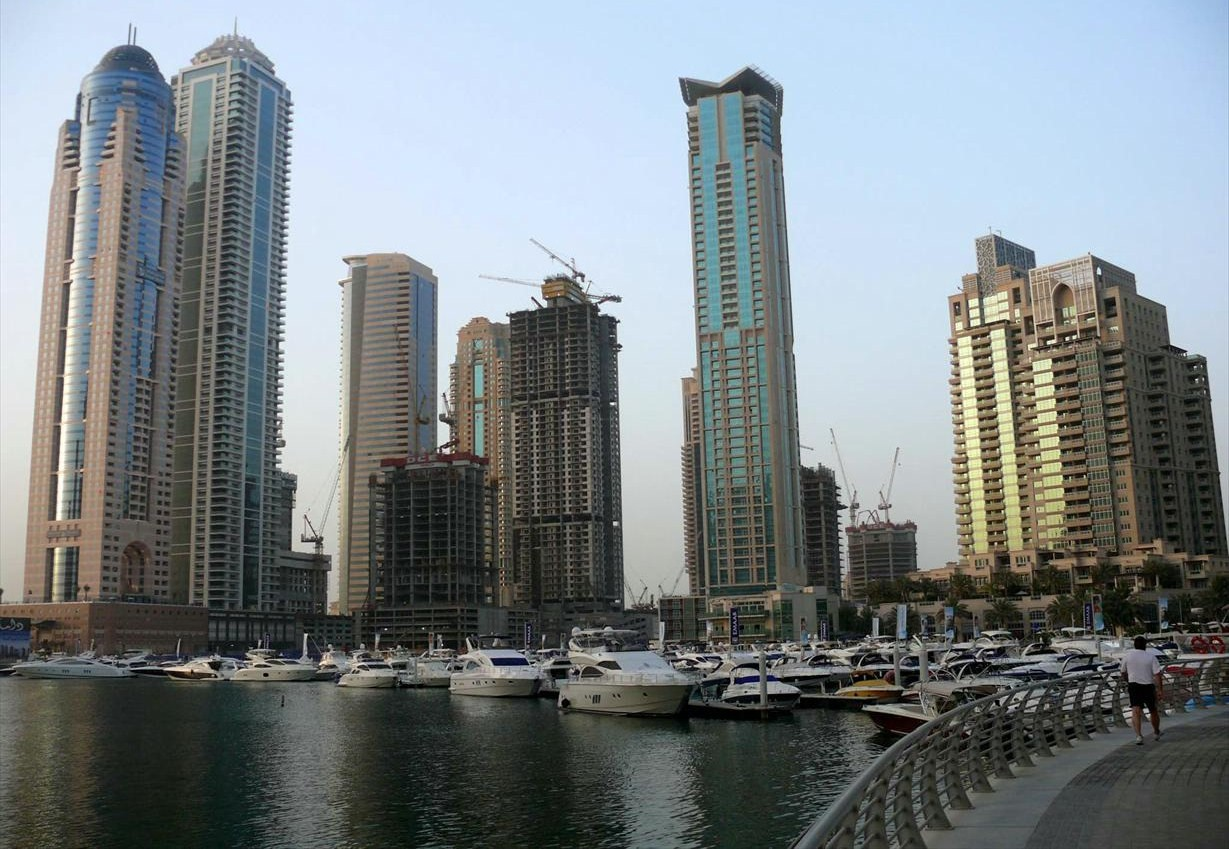
na tle Dubai Marina (2 od lewej), 2008
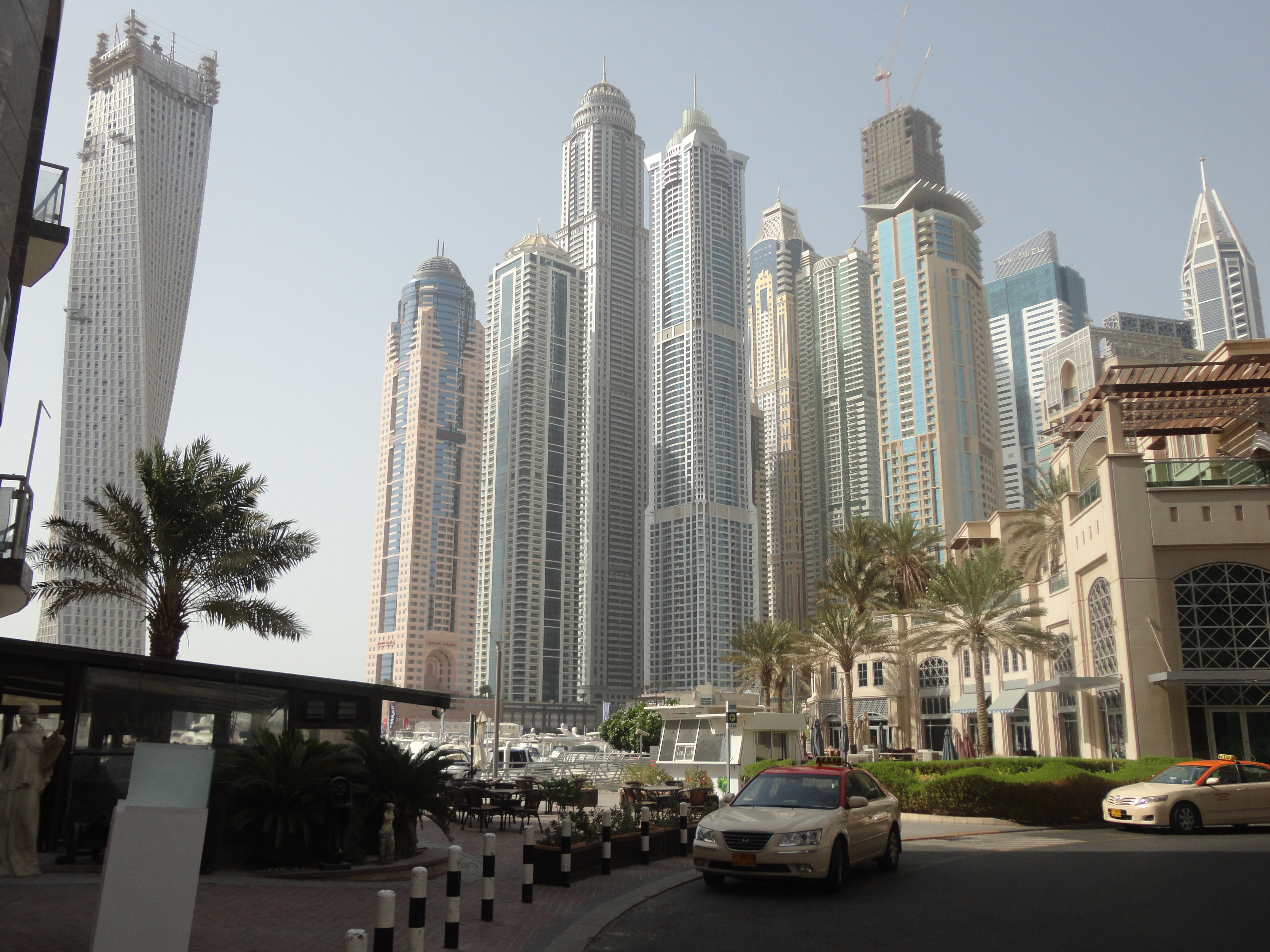
na tle Dubai Marina (3 od lewej), 2012